# Bratz: Rock Angelz
Bratz: Rock Angelz è un film d'animazione uscito nel 2005 che ha come protagoniste la linea di bambole Bratz. Il film è uscito dopo la messa in onda sulle reti televisive di tutto il mondo del cartone animato omonimo.

## Trama
Le star della moda, Yasmin, Cloe, Sasha e Jade decidono di lanciare la propria rivista per i teenager. Il loro primo servizio esclusivo: volare verso l'eccitante Londra e fare uno scoop su un popolare concerto rock, ma quando Burdine Maxwell, il diabolico editore della rivista concorrente Your Thing, e le sue altrettanto diaboliche collaboratrici gemelle Kirstee e Kaycee - arrivano, i lasciapassare Bratz per entrare al concerto, spariscono misteriosamente. Le Bratz capiscono che l'unico modo per entrare al concerto è quello di creare una rock band.

## Videogioco
Il film ha anche avuto un videogioco ad esso inspirato.